# Staroštokavština

Staroštokavské dialekty na mapě srbsko-chorvatského jazykového prostoru jsou vyznačeny hnědou (slavonský), zelenou (východobosenský), červenou (zetsko-sjenický), tmavě modrou (kosovsko-resavský), fialovou (prizrensko-jihomoravský), růžovou (svrljuško-zaplanský) a šedou (timocko-lužnický) barvou

Jako staroštokavština se označuje taková podoba srbského, chorvatského, bosenského a černohorského jazyka, která neprošla tzv. novoštokavskými jazykovými změnami. Jedná se o několik dialektů na východě Chorvatska, BiH a dále jihu a východě Srbska a Černé Hory: slavonský, východobosenský, kosovsko-resavský, prizrensko-jihomoravský, svrljuško-zaplanský, timocko-lužnický a Zetsko-sjenický. 
Staroštokavské dialekty jazyka mohou mít jak ekavskou, tak i ijekavskou podobu. Spisovná podoba ať už srbštiny, chorvatštiny, či bosenštiny, nebo černohorštiny[zdroj?], stojí na novoštokavském základu.
Základní rozdíl staroštokavských dialektů od nových je především v podobě přízvuku. Ten se řídí většinou jinými pravidly a nachází se na tzv. "starém" místě, tedy většinou o jednu slabiku dále ke konci slova, tam, kde je i v některých jiných slovanských jazycích (to však neplatí absolutně, neboť některá nářečí mají zcela vlastní pravidla akcentace). To také znamená, že pod přízvukem se může nacházet i poslední slabika slova; takový rys v novoštokavských dialektech nalézt nelze. Velký vliv má v případě jiho- a východo- srbských dialektů postupný nárůst prvků tzv. balkánského jazykového svazu. Staroštokavské dialekty kromě toho nemají systém čtyř přízvuků, ale většinou okolo dvou/tří (západní polovina směrem do Černé Hory, či jednoho (východní směrem k hranicím s Bulharskem); s tím, že regionální odlišnosti připouští občas i skutečnost, že se v některých poddialektech jsou zachované i některé další přízvuky, které již dávno ve spisovném jazyce zanikly. 
Velký význam má také i užívání pádů v těchto dialektech. V různých případech se toto užití mění a obecně lze vysledovat tendenci, že směrem k jihu, přesněji k severnímu okraji makedonského a západní hranici bulharského jazyka pádů obecně ubývá; jako první se ztrácejí lokál a instrumentál (sjednotily se s dativem), v dialektech, které jsou více integrované do balkánského jazykového svazu pak mizí i ostatní, až zůstane struktura, kdy se používají pády jen dva - nominativ a casus generalis (obecný pád). Namísto pádových koncovek mluvčí používají předložky (jedná se tedy o analytickou koncepci). V některých případech se lze setkat např. i s tím, kdy se pády používají, ale zcela jiným způsobem, než jak je tomu ve standardní podobě jazyka.